# Rue Fernand-Cormon
La rue Fernand-Cormon est une voie du 17e arrondissement de Paris, en France.

## Situation et accès
La rue Fernand-Cormon est une voie publique située dans le 17e arrondissement de Paris. Elle débute au 1, rue Sisley et se termine au 6, rue de Saint-Marceaux.

## Origine du nom

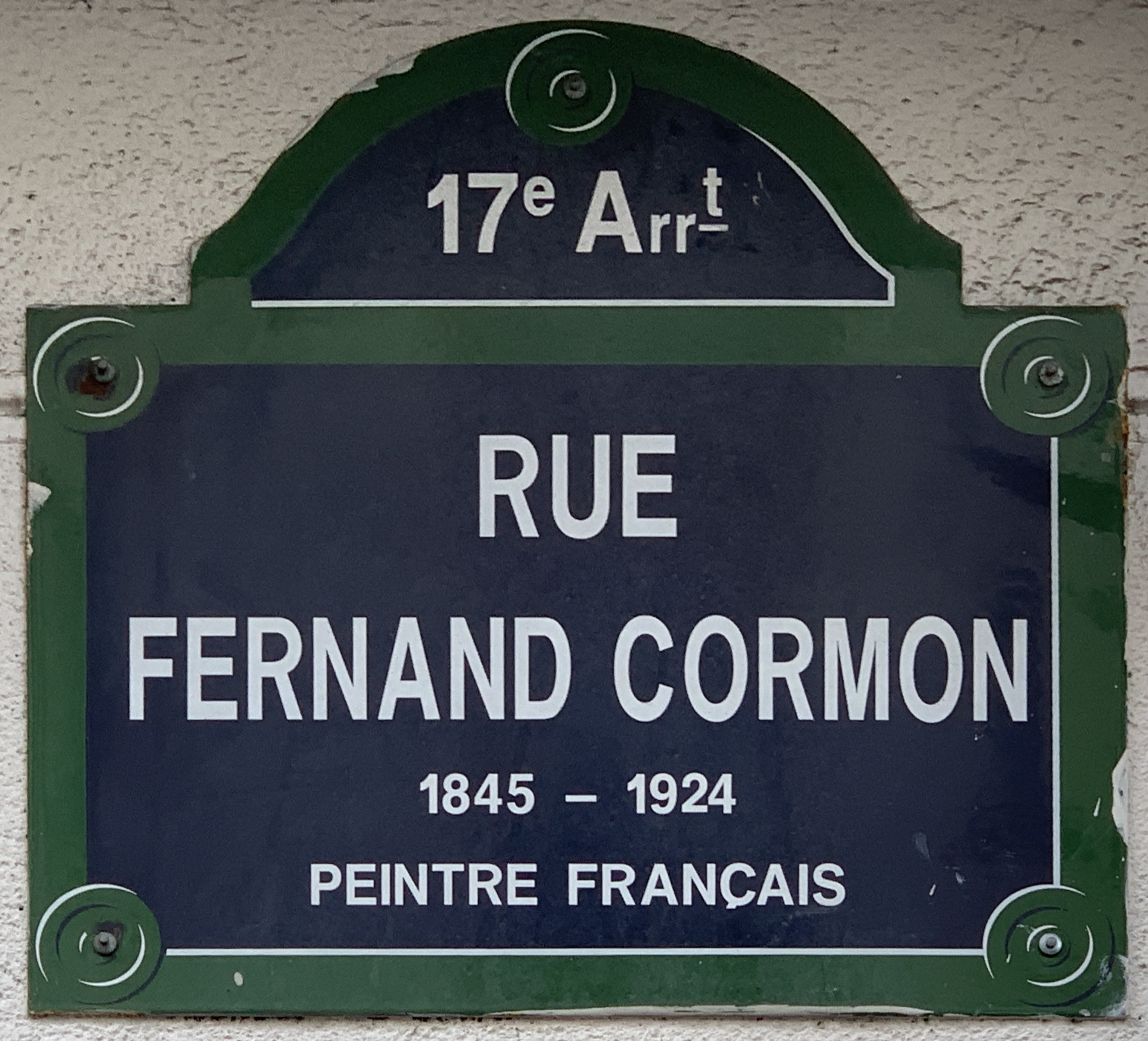
Plaque de la rue.

La rue rend honneur au peintre Fernand Cormon (1845-1924). Celui-ci fut professeur à l'École des beaux-arts et membre de l'Académie des beaux-arts.

## Historique
Cette rue est ouverte et prend sa dénomination actuelle en 1932 sur l'emplacement du bastion no 46 de l'enceinte de Thiers.